# يوان سيفيرن
يوان سيفيرن (بالفرنسية: Yoan Severin)‏ (24 يناير 1997 بليون في فرنسا - ) هو لاعب كرة قدم فرنسي في مركز الهجوم. لعب مع زولته فاريجيم.

## روابط خارجية
- يوان سيفيرن على موقع الاتحاد الأوربي (الإنجليزية)
- يوان سيفيرن على موقع قاعدة بيانات كرة القدم.إي يو (الإنجليزية)
- يوان سيفيرن على موقع Soccerway.com (الإنجليزية)
- يوان سيفيرن على موقع عالم كرة القدم.نت (الإنجليزية)
- يوان سيفيرن على موقع AS.com (الإسبانية)